# Moreruela de Tábara
Moreruela de Tábara és un municipi de la província de Zamora a la comunitat autònoma de Castella i Lleó.
| 1991 | 1996 | 2001 | 2004 |
| ---- | ---- | ---- | ---- |
| 649  | 572  | 503  | 482  |